# Liste der Baudenkmäler in Bichl

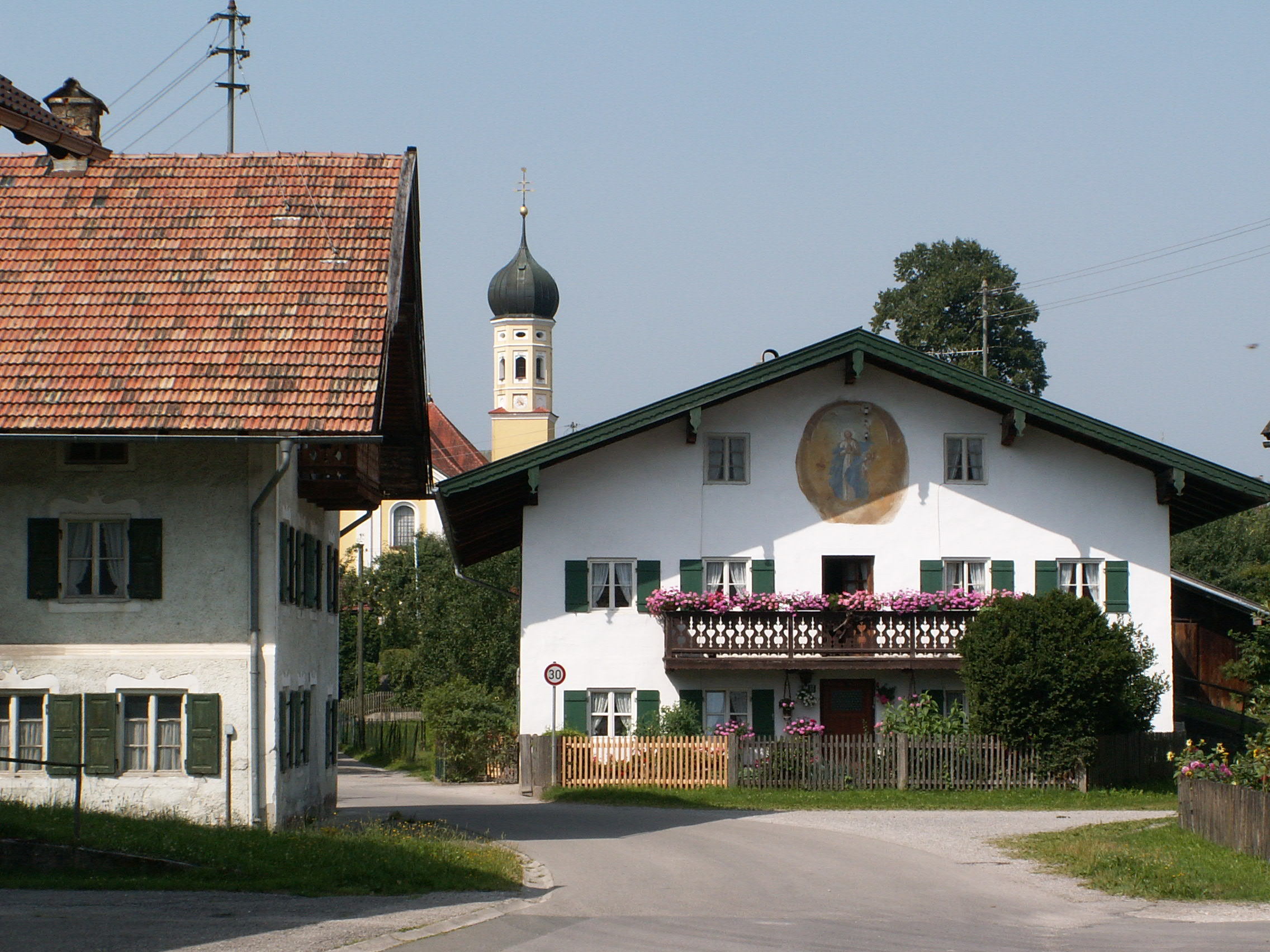
Bichl

Auf dieser Seite sind die Baudenkmäler in der oberbayerischen Gemeinde Bichl zusammengestellt. Diese Tabelle ist eine Teilliste der Liste der Baudenkmäler in Bayern. Grundlage ist die Bayerische Denkmalliste, die auf Basis des Bayerischen Denkmalschutzgesetzes vom 1. Oktober 1973 erstmals erstellt wurde und seither durch das Bayerische Landesamt für Denkmalpflege geführt wird. Die folgenden Angaben ersetzen nicht die rechtsverbindliche Auskunft der Denkmalschutzbehörde.

## Baudenkmäler nach Ortsteilen

### Bichl
| Lage                          | Objekt                                          | Beschreibung | Akten-Nr.                       | Bild                                            |
| ----------------------------- | ----------------------------------------------- | --- | ------------------------------- | ----------------------------------------------- |
| Am Bühel (Standort)           | Katholische Pfarrkirche St. Georg               | Barocker zentralbauartig ausgerunderter Gemeinderaum mit rechteckigem Eingangsraum, abgeschrägtem quadratischem Chor und nordseitigem Zwiebelturm, von Johann Michael Fischer, 1751–53; mit Ausstattung (siehe auch: Kanzel). | D-1-73-115-1 Wikidata           | weitere Bilder                                  |
| Bachstraße 6 (Standort)       | Ehemaliges Kleinbauernhaus (Nusserl)            | Mittertenniger Flachsatteldachbau mit Blockbau-Obergeschoss, umlaufender Laube und verschalter Giebellaube, erste Hälfte 18. Jahrhundert                                                                                      | D-1-73-115-3 Wikidata           | Ehemaliges Kleinbauernhaus (Nusserl)            |
| Bachstraße 6 (Standort)       | Getreidekasten des ehemaligen Kleinbauernhauses | erdgeschossiger Blockbau, zweite Hälfte 16. Jahrhundert, Überbau später | D-1-73-115-3 zugehörig Wikidata | Getreidekasten des ehemaligen Kleinbauernhauses |
| Bahnhofstraße 9 (Standort)    | Ehemaliges Bauernhaus (Mangl)                   | Zweigeschossiger Flachsatteldachbau mit Giebelbalkon und Traufbundwerk, zweites Viertel 19. Jahrhundert | D-1-73-115-4 Wikidata           | Ehemaliges Bauernhaus (Mangl)                   |
| Dorfstraße 1 (Standort)       | Wandbild (traditionell Schusterdamer)           | barockes Giebelfresko, zweite Hälfte 18. Jahrhundert | D-1-73-115-5 Wikidata           | Wandbild (traditionell Schusterdamer)           |
| Dorfstraße 12 (Standort)      | Bauernhaus (Zimmermeister)                      | Zweigeschossiger Flachsatteldach mit giebelseitigem Balkon und barocken Wandmalereien, zweite Hälfte 18. Jahrhundert | D-1-73-115-6 Wikidata           | Bauernhaus (Zimmermeister)                      |
| Kocheler Straße 16 (Standort) | Gasthaus zum Bayerischen Löwen                  | Zweigeschossiger putzgegliederter Schopfwalmdachbau mit spätklassizistischen Fensterfaschen, bezeichnet mit 1829 | D-1-73-115-8 Wikidata           | weitere Bilder                                  |

### Hofstätt
| Lage                                                                         | Objekt                                                                                   | Beschreibung | Akten-Nr.              | Bild                                                                                     |
| ---------------------------------------------------------------------------- | ---------------------------------------------------------------------------------------- | --- | ---------------------- | ---------------------------------------------------------------------------------------- |
| Haus Nr. 3 (Standort)                                                        | Ehemaliges Bauernhaus (Hasch)                                                            | zweigeschossiger Blockbau mit Flachsatteldach, umlaufender Laube und teilverschalter Giebellaube, 2. Hälfte 17. Jahrhundert | D-1-73-115-9 Wikidata  | BW                                                                                       |
| Haus Nr. 4 (Standort)                                                        | Gasthaus Ludlmühle                                                                       | Zweigeschossiger putzgegliederter Flachsatteldachbau mit Vorbund und spätklassizistischen Fensterfaschen, bezeichnet mit 1835, Dachaufbau modern                                                                                 | D-1-73-115-10 Wikidata | Gasthaus Ludlmühle                                                                       |
| Gassenhofer Weissenberg;Steinbach im Distrikt III Hintersteinbach (Standort) | Grenzstein zur Markierung der Grenze von Kloster Benediktbeuern mit dem Landgericht Tölz | 15./18. Jahrhundert; gesetzter Grenzsteine aus Buntsandstein, mit eingemeißelten und farbig gefassten Markierungen: Herrschaftszeichen und gekreuztem Abtstab des Klosters Benediktbeuern, bezeichnet mit 1653, 1713, 1772, 1839 | D-1-73-115-12 Wikidata | Grenzstein zur Markierung der Grenze von Kloster Benediktbeuern mit dem Landgericht Tölz |

## Abgegangene Baudenkmäler
In diesem Abschnitt sind Objekte aufgeführt, die früher einmal in der Denkmalliste eingetragen waren, jetzt aber nicht mehr existieren, z. B. weil sie abgebrochen wurden. Aktennummern in diesem Abschnitt sind ehemalige, jetzt nicht mehr gültige Aktennummern.

| Lage                               | Objekt                                  | Beschreibung | Akten-Nr.             | Bild |
| ---------------------------------- | --------------------------------------- | --- | --------------------- | ---- |
| Bichl Kocheler Straße 4 (Standort) | Getreidekasten (traditionell Voglbauer) | zweigeschossiger Blockbau, zweite Hälfte 16. Jahrhundert, Flachsatteldach-Überbau mit Laube 18. Jahrhundert; entfernt 2011 | D-1-73-115-7 Wikidata | BW   |